# Paul Reeve
Paul Reeve is een Britse mixer en muziekproducer. 
Reeve werkte vroeger in de Airfield Studios te Cornwall en soms ook bij de Sawmill Studios.  Hij heeft samengewerkt met producers als John Leckie, John Cornfield, Sam Williams en Chris Allison. Hij heeft geholpen bij bands als Supergrass, Beta Band, Ether, Betty Boo, Steve Harley, Muse, Razorlight en Wood.
Voor Muse heeft hij geholpen met de Muse EP, Muscle Museum EP, Showbiz, Hullabaloo Soundtrack en Absolution.